# Eucalyptus calyerup
Eucalyptus calyerup là một loài thực vật có hoa trong Họ Đào kim nương. Loài này được McQuoid & Hopper mô tả khoa học đầu tiên năm 2002.